# Oksidativni stres
Oksidativni stres je vrsta kemičnega stresa, ki je prisoten v živih organizmih zaradi povečane količine potencialno škodljivih reaktivnih kisikovih zvrsti (ROS, angl. reactive oxigen species). To so reaktivne snovi, radikali ali molekule s kisikom, ki reagirajo s sestavinami celice in pri tem povzročijo potencialno nevarne spremembe. Gre za patološko stanje, ki se pojavi zaradi prevelike tvorbe radikalov in/ali zmanjšane učinkovitosti antioksidativnih sistemov.

## Patogeneza
Majhne količine ROS nastajajo tudi v normalnih okoliščinah, na primer med fiziološko presnovo celic ali sintezo nekaterih hormonov. Radikale proizvajajo nekatere vrste levkocitov kot orožje za uničenje bakterij, kar zagotavlja pomemben obrambni mehanizem  pred okužbami ... Vendar pa v določenih okoliščinah njihova količina postane prevelika, kar za celice pomeni smrtno grožnjo. Povečano količino radikalov lahko sprožijo številni zunanji dejavniki kot npr. različne vrste sevanja, nekatere kemikalije, kot so pesticidi ali določena zdravila, ter virusi in bakterije. Med notranje dejavnike pa lahko štejemo povečano stopnjo celične presnove, ki nastane pri določenih boleznih (debelost, sladkorna bolezen, rak ...) ali zaradi intenzivne telesne obremenitve pri neprilagojenem obrambnem sistemu antioksidantov.
Kisikove reaktivne zvrsti lahko z vezavo na celične makromolekule motijo potek biokemičnih reakcij, in sicer to storijo na dva načina; oksidirane makromolekule imajo spremenjene biokemične lastnosti, produkti vezave prostih radikalov na makromolekule pa so toksični. Škodljivo delovanje prostih radikalov v celici omejijo lovilci prostih radikalov, kot na primer vitamina E in C, urat in betakaroten, ter specializirani encimski kompleksi (superoksidne dismutaze, glutation-peroksidaze in katalaze). Poškodbe celic zaradi kisikovih reaktivnih zvrsti niso torej odvisne le od koncentracij teh zvrsti v celicah, temveč od ravnovesja med reaktivnimi zvrstmi in endogenimi antioksidanti. Šele ko se podre to ravnovesje, kisikove reaktivne zvrsti povzročijo oksidativni stres in spremenijo ter poškodujejo številne molekule v celicah, na primer DNK, RNK, lipide in beljakovine. Poleg preventivnih mehanizmov ima celica tudi mehanizme za popravljanje poškodb na DNK, beljakovinah in celičnih membranah; bodisi z obnovo ali z njihovo odstranitvijo. Sposobnost celice, da omeji in odpravi škodljive posledice prostih radikalov, s starostjo pada.
Oksidativni stres je odgovoren za zgodnje staranje ter za vrsto pomembnih bolezni, kot so npr. ateroskleroza, srčni infarkt, 
možganska kap, Alzheimerjeva bolezen, sladkorna bolezen, kronični bronhitis, siva mrena, nekatere vrste raka in druge. V nasprotju s temi boleznimi oksidativni stres ne kaže simptomov oz. nima tipične klinične slike, ki bi opredelila njegovo prisotnost v organizmu.